# 吉田正彦
吉田 正彦（よしだ まさひこ、1941年4月18日 - 2023年7月4日）は、日本のバスケットボール指導者、選手。

## 経歴・人物
東京府東京市出身。暁星高等学校から立教大学を経て日本鋼管で選手として活躍。
バスケットボール男子日本代表としても1967年世界選手権に出場。しかし1968年メキシコシティオリンピック出場権は獲得できなかった。
引退後はコーチに転じ、1972年ミュンヘンオリンピックでコーチ、1976年モントリオールオリンピックで監督を務めた。
退社後は東京バスケットボール協会役員、バスケットボール日本リーグ機構専務理事を歴任し、2016年からは日本バスケットボール推進協議会の副幹事長を務めた。
2023年7月4日、死去。82歳没。